# Грундиг, Леа
Леа Грундиг (нем. Lea Grundig, урожд. Лангер; 23 марта 1906, Дрезден — 10 октября 1977, Средиземное море) — немецкая художница-график, иллюстратор, педагог, профессор Высшей школы изобразительных искусств Дрездена. Президент Союза художников ГДР (1964—1970). Академик Академии искусств ГДР (1961). Дважды лауреатка Национальной премии ГДР (1958, 1967). Член ЦК СЕПГ (1967—1977).

## Биография
Леа Лангер родилась 23 марта 1906 года в Дрездене, в еврейской семье, соблюдавшей традиции иудаизма. Уже в юности девушка отказывается от исполнения религиозных обрядов, принятых дома.
В 1922—1924 годах она учится в дрезденской Школе прикладного искусства, в 1924—1926 — в Академии изящных искусств Дрездена, в классе Отто Гусмана. Здесь Леа знакомится со своим будущим мужем, тоже художником Хансом Грундигом, а также с Отто Диксом, оказавшим сильное влияние на её творчество.
В 1926 году становится членом Коммунистической партии Германии и одной из основательниц дрезденской секции «Ассоциации революционных художников».
В 1928 году Леа Лангер, против воли родителей, выходит замуж за Ханса Грундига.
В последующие годы жизни в Германии она создаёт несколько графических серий: «Харцбургский фронт» («Harzburger Front»), «Под свастикой» («Unterm Hakenkreuz», 1936), «Еврей виновен!» («Der Jude ist schuld!»), «Грозит нам война!» («Krieg droht!»), «В долине смерти» («Im Tal des Todes») и «Гетто» («Ghetto»).

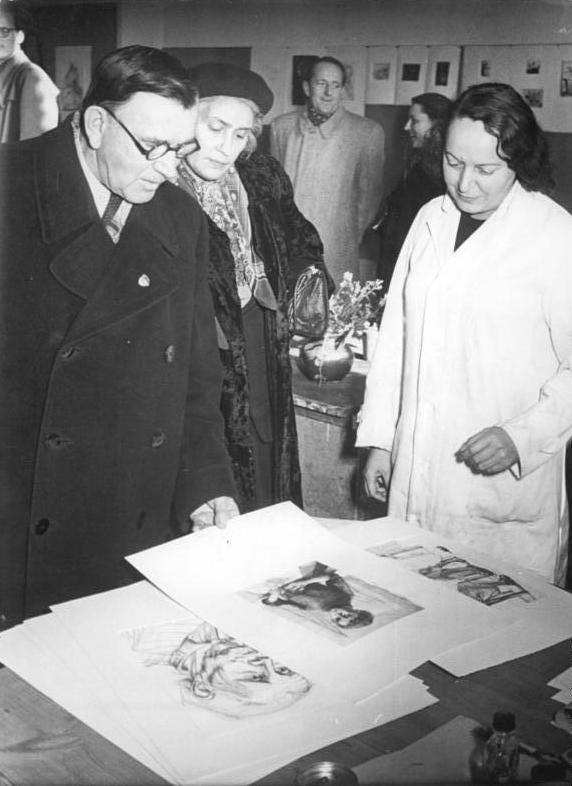
Леа Грундиг и советский художник Сергей Герасимов в Дрезденской высшей школе изобразительных искусств, 1955

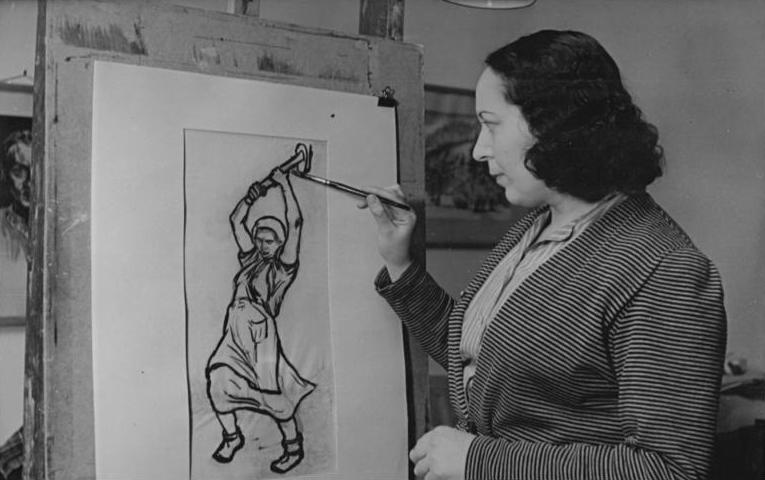
Леа Грундиг за работой, 1951

В 1935 году Лее Грундиг было запрещено выставлять свои работы, в 1936 она была арестована нацистами. В связи с тем, что художница состояла в коммунистической партии, она была заключена в тюрьму, где находилась с мая 1938 года по декабрь 1939.
После освобождения Леа Грундиг эмигрирует в Братиславу. В 1940 году она попадает в Словакии в лагерь для беженцев, а годом позже эмигрирует в Палестину. До 1942 Леа Грундиг живёт в лагере для беженцев Атлит, после этого — в Хайфе и в Тель-Авиве.
После окончания Второй мировой войны художница возвращается в Европу. С ноября 1948 по февраль 1949 года она живёт в Праге, затем приезжает в Дрезден.
В 1949 году Леа Грундиг становится профессором Академии изящных искусств Дрездена, посещает КНР, Кубу и Камбоджу.
В 1958 году в Берлине в свет выходят мемуары художницы под названием «Лица и история» (Lea Grundig: Gesichte und Geschichte. Autobiografie, Dietz Verlag, Berlin 1958).
В 1961 избрана действительным членом Академии художеств ГДР.
В 1964—1970 годах — президент Союза художников ГДР.
С 1964 года и до смерти — член Центрального комитета СЕПГ.
В 1975 и в 1976 годах в Берлине и Дрездене прошли крупные выставки её работ.
Скончалась 10 октября 1977 года во время путешествия по Средиземноморью. Похоронена в Дрездене на кладбище Хайдефридхоф, рядом с могилой её мужа Ханса Грундига.

## Фонд Ханса и Леи Грундиг
В 1972 году Леа Грундиг из своих средств организует при Грайфсвальдском университете «фонд Ханса и Леи Грундиг» для ежегодного поощрения наиболее выдающихся культурно-педагогических и художественных достижений студентов и выпускников института Каспара-Давида Фридриха при названном университете. Премии эти перестали присуждаться с 1996 года, так как некоторые представители из руководства этим институтом посчитали Л.Грундиг для присуждения премий от её имени лицом недостаточно представительным. В 2011 году университет Грейвсвальда передал средства из «фонда Ханса и Леи Грундиг» — «фонду Розы Люксембург».

## Избранные произведения
- Графические циклы:
  - «Под свастикой» («Unterm Hakenkreuz», 1934), Национальная галерея искусства, Вашингтон[5]
  - «Еврей виновен!» («Der Jude ist schuld!», 1935), Мемориальный музей Холокоста (США)
  - «Грозит нам война!» («Krieg droht!»), сухая игла, 1937, Мемориальный музей Холокоста (США)
  - «В долине смерти» («Im Tal des Todes», 1943—1944), Мемориальный музей Холокоста (США)
  - «Никогда больше!» («Niemals wieder!»), тушь, 1944—1950, Галерея новых мастеров, Дрезден
  - «Гетто» («Ghetto»), (1946—1947), Частное собраниеПортрет Ханса Грундига, 1956, Галерея новых мастеров

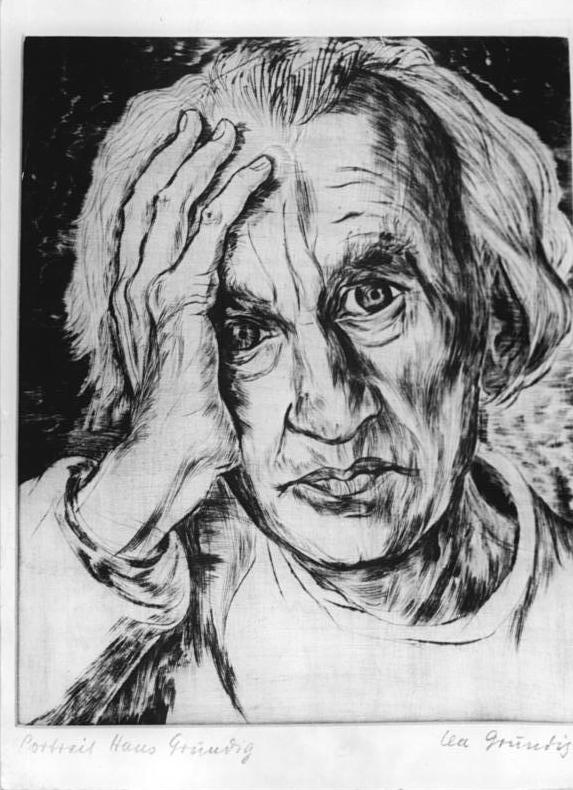
Портрет Ханса Грундига, 1956, Галерея новых мастеров

  - «Уголь и сталь для мира» («Kohle und Stahl für den Frieden»), литография, 1951, Частное собрание
  - «Борьба против атомной смерти» («Kampf dem Atomtod»), офорт, 1957—1958, Галерея новых мастеров, Дрезден
  - «К немецкой крестьянской войне», сухая игла, 1954, Галерея новых мастеров, Дрезден, Государственный Эрмитаж, Санкт-Петербург
  - «Вопросы и предостережения» («Fragen und Mahnungen»), офорт, 1965, Государственный Эрмитаж, Санкт-Петербург, Галерея новых мастеров, Дрезден
  - «К коммунистическому манифесту» («Zum Kommunistischen Manifest»), тушь, акварель, смешанная техника, 1968, Галерея новых мастеров, Дрезден
- «Ленин в Берлине», бумага, сухая игла, Немецкий исторический музей, Берлин[6]
- «Рабочий-агитатор», линогравюра, 1927, Государственный Эрмитаж, Санкт-Петербург
- «В поликлинике», линогравюра, 1930, Государственный Эрмитаж, Санкт-Петербург
- Портрет Ханса Грундига (Рука любви), офорт, 1934—1936, Частное собрание
- «Танец ведьм», тушь, 1941, Музей изобразительных искусств (Лейпциг)
- Портрет Пауля Мюллера, тушь, 1950, Галерея новых мастеров, Дрезден
- «Трюммерфрау», линогравюра, 1952, Галерея новых мастеров, Дрезден
- Серия иллюстраций к сказке братьев Гримм «Храбрый портняжка», 1952
- Портрет Ханса Грундига, сухая игла, 1956, Галерея новых мастеров, Дрезден
- «Выродки» («Mißgeburten»), офорт, 1958, Музей истории культуры, Оснабрюк
- Портрет свинарки Эммы Хенниг, литография, 1961, Галерея новых мастеров, Дрезден
- Портрет Ханса Хайнике, тушь, 1961, Частное собрание
- Портрет архитектора Ирис Грунд, литография, 1969, Частное собрание
- «Влюблённые» («Liebende»), офорт, 1972 Собрание Берлинской академии искусств

## Награды
- 1958: Национальная премия ГДР II класса
- 1961: художественная премия Объединения свободных немецких профсоюзов
- 1964: медаль Клары Цеткин
- 1967: Национальная премия ГДР I класса

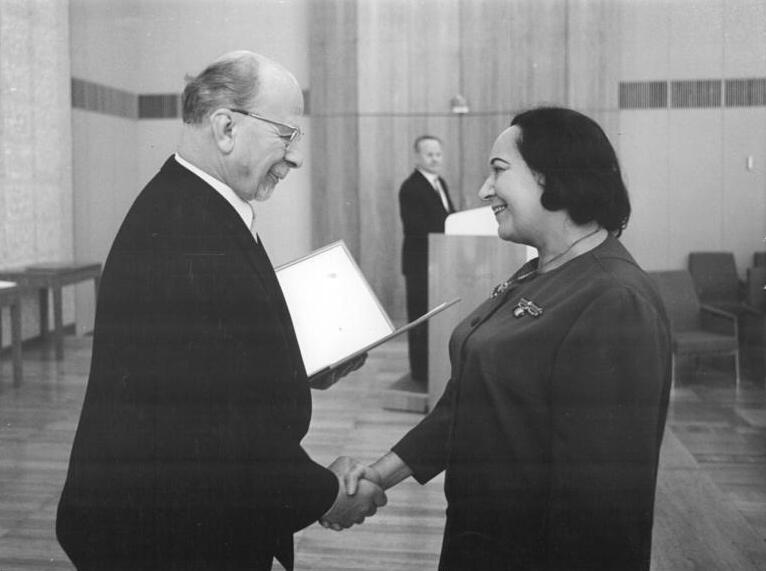
Вальтер Ульбрихт вручает диплом и знак лауреата Национальной премии ГДР 1 класса Лее Грундиг

- 1970: почётный президент Союза художников ГДР
- 1972: почётный доктор университета в Грейвсвальде
- 1976: Орден Карла Маркса